# كأس السلام 2007
كأس السلام 2007 هو الموسم 3 من كأس  السلام ‏. أشرف على تنظيمه حركة توحيدية، وكان عدد الأندية المشاركة فيه 8، وفاز فيه أولمبيك ليون.